# Александрова, Алла Яковлевна
А́лла (Альби́на) Я́ковлевна Алекса́ндрова (род. 17 декабря 1948, Мурманск) — советская артистка балета, балетмейстер и балетный педагог. Первая марийская прима-балерина. Ведущая артистка балета Марийского музыкально-драматического театра им. М. Шкетана / Марийского театра оперы и балета им. Э. Сапаева (1968—1970, 1972—1990), балетмейстер Марийского театра оперы и балета им. Э. Сапаева (с 2000 года). Председатель Союза театральных деятелей Марийской АССР (1984—1991). Заслуженная артистка РСФСР (1980). Народная артистка Республики Марий Эл (2004), заслуженная артистка Марийской АССР (1973). Лауреат Государственной премии Марийской АССР (1973).

## Биография
Родилась 17 декабря 1948 года в Мурманске в семье военнослужащего. В 1957 году вместе с семьёй переехала в город Йошкар-Ола Марийской АССР. В 1960 году была отобрана по конкурсу для обучения в Ленинградском хореографическом училище имени А. Я. Вагановой. По окончании учёбы в 1968 году по приглашению министра культуры Марийской АССР А. Краснова пришла в труппу открывающегося Марийского музыкально-драматического театра им. М. Шкетана.
В 1970—1972 годах работала в Чувашском государственном музыкальном театре. Затем, с 1972 по 1990 годы — ведущая артистка балета Марийского музыкально-драматического театра им. М. Шкетана / Марийского театра оперы и балета им. Э. Сапаева. В 1973 году исполнила главную партию Эрики в первом марийском балете А. Луппова «Лесная легенда».
После окончания сольной карьеры с 1990 года стала работать преподавателем и заведующей хореографическим отделением в Детской школе искусств им. П. Чайковского (1992—2000) и Малом музыкальном театре «Водевиль» (1990—1992). По приглашению заведующего балетной труппой Марийского театра оперы и балета им. Э. Сапаева К. А. Иванова в 2000 году вернулась в театр в качестве балетмейстера-репетитора, ныне часто выступает и в роли балетмейстера-постановщика.
В 1984—1991 годах была председателем Союза театральных деятелей Марийской АССР, ныне возглавляет Марийское отделение Союза театральных деятелей Российской Федерации. В 1980—1990 годах была депутатом Верховного Совета Марийской АССР.
В 2016 году выпустила в свет книгу «Grand pas с историей», посвящённую историю марийского балета. Презентация книги прошла в Доме творческих союзов г. Йошкар-Олы.
В конце 1960-х годов марийский художник А. Трофимов написал портрет балерины А. Александровой. Ныне он хранится в Художественно-историческом музее им. А. В. Григорьева в г. Козьмодемьянске Республики Марий Эл.
В настоящее время[какое?] живёт и работает в Йошкар-Оле.

## Репертуар
Список основных ролей:
- П. Чайковский «Лебединое озеро» — Одетта-Одилия
- П. Чайковский «Ромео и Джульетта», увертюра-фантазия — Джульетта
- А. Адан «Жизель» — Жизель
- П. Чайковский «Франческа да Римини» — Франческа
- А. Луппов «Лесная легенда» — Эрика
- А. Петров «Сотворение мира» — Ева
- А. Луппов «Музыкальная история» — Первая скрипка
- П. Чайковский «Щелкунчик» — Маша
- Д. Шостакович «Барышня и Хулиган» — Барышня
- А. Яшмолкин «Живой камень» — Сото
- А. Луппов «Замок Шеремета» — Юкчи
- А. Эшпай «Ангара» — Валентина
- Ж. Бизе-Р. Щедрин «Кармен-сюита» — Кармен
- Ф. Васильев «Сарпиге» — Сарпиге
- А. Рыбников «Звезда и смерть Хоакина Мурьетты» — Тереса
- А. Луппов «Прерванный праздник» — Ольга
- И. Штраус «Штраусиана» — Возлюбленная Поэта

Список постановок балетов:
- Ж. Бизе-Р. Щедрин «Кармен-сюита» (2011)

Список постановок хореографии:
- Е. Птичкин «Бабий бунт» (2009)
- П. Чайковский «Пиковая дама» (2010)
- Г. Канчели «Проделки Ханумы» (2011)
- Г. Доницетти «Viva la mamma!» (2012)
- П. Абрахам "Бал в «Савойе» (2013)
- И. Кальман «Баядера» (2013)
- В. Соллогуб «Беда от нежного сердца» (2013)
- И. Ипатов «Сокровище Бразилии» (2014)
- Г. Архипов «Волшебный посох» (2015)
- Н. Римский-Корсаков «Ночь перед Рождеством» (2015)
- И. Штраус «Летучая мышь» (2008, 2017)

## Звания и награды
- Заслуженная артистка РСФСР (1980)[1][2][3]
- Народная артистка Республики Марий Эл (2004)[1][2][3]
- Заслуженная артистка Марийской АССР (1973)[1][2][3]
- Государственная премия Марийской АССР (1973)[1][2][3]
- Орден «Знак Почёта» (1986)[1][2][3]
- Почётная грамота Министерства культуры Марийской АССР (1983)[1][2]